# Linda Hamilton
Linda Hamilton (Salisbury, Maryland, 1956. szeptember 26. –) amerikai színésznő és szinkronszínész, korábban James Cameron házastársa. Az 1984-ben bemutatott Terminátor – A halálosztó című filmmel vált híressé, amelyben Sarah Connort, John Connor édesanyját alakította.

## Élete és pályafutása
1956. szeptember 26-án született a marylandi Salisburyben. Édesapja ötéves korában meghalt, édesanyja később egy rendőrfőnökhöz ment feleségül. Hamiltonnak volt egy egypetéjű ikertestvére, Leslie Hamilton Freas (1956–2020), illetve van egy nővére és egy öccse. Ikertestvére egyetlen filmszerepe a Terminátor 2. – Az ítélet napja című filmben volt, amikor a folyékony fém Terminátor felveszi Sarah Connor alakját.

## Filmográfia

### Filmek
| Év   | Magyar cím                          | Eredeti cím                 | Szerep                   | Magyar hang        |
| ---- | ----------------------------------- | --------------------------- | ------------------------ | ------------------ |
| 1982 |                                     | Tag: The Assassination Game | Susan Swayze             |                    |
| 1984 | A kukorica gyermekei                | Children of the Corn        | Vicky                    | Kisfalvi Krisztina |
| 1984 |                                     | The Stone Boy               | Eva Crescent Moon        |                    |
| 1984 | Terminátor – A halálosztó           | The Terminator              | Sarah Connor             | Fehér Anna         |
| 1986 | Fantasztikus prototípus (Sasfészek) | Black Moon Rising           | Nina                     | Kocsis Mariann     |
| 1986 | Fantasztikus prototípus (Sasfészek) | Black Moon Rising           | Nina                     | Fehér Anna         |
| 1986 | King Kong visszatér                 | King Kong Lives             | Amy Franklin             | Orosz Anna         |
| 1988 | A fény felé (tévéfilm)              | Go Toward the Light         | Claire Madison           | Bíró Anikó         |
| 1990 | Mr. Végzet                          | Mr. Destiny                 | Ellen Jane               | Györgyi Anna       |
| 1990 | Mr. Végzet                          | Mr. Destiny                 | Ellen Jane               | Balázs Ági         |
| 1991 | Terminátor 2. – Az ítélet napja     | Terminator 2: Judgment Day  | Sarah Connor             | Fehér Anna         |
| 1994 | A csend fogságában                  | Silent Fall                 | Karen Rainer             | Szirtes Ági        |
| 1995 | Fele/más                            | Separate Lives              | Lauren Porter/Lena       | Fehér Anna         |
| 1997 | Dante pokla                         | Dante's Peak                | Rachel Wando             | Básti Juli         |
| 1997 | Dante pokla                         | Dante's Peak                | Rachel Wando             | Fehér Anna         |
| 1997 | Árnyék-összeesküvés                 | Shadow Conspiracy           | Amanda Givens            | Prókai Annamária   |
| 1999 | Tinititkok                          | The Secret Life of Girls    | Ruby Sanford             |                    |
| 2001 |                                     | Skeletons in the Closet     | Tina Conway              |                    |
| 2005 | Mosoly                              | Smile                       | Bridget                  | Fehér Anna         |
| 2005 | Eltűnt Amerikában                   | Missing in America          | Kate                     |                    |
| 2005 | A gyerek, meg én                    | The Kid & I                 | Susan Mandeville         | Fehér Anna         |
| 2006 | Elveszett remény                    | Broken                      | Karen                    | Menszátor Magdolna |
| 2009 | Terminátor: Megváltás               | Terminator Salvation        | Sarah Connor (hangja)    | Fehér Anna         |
| 2009 |                                     | Hard Times                  | Cory                     |                    |
| 2010 | DC Showcase: Jonah Hex              | DC Showcase: Jonah Hex      | Madame Lorraine (hangja) |                    |
| 2010 |                                     | Refuge                      | Amelia Philips           |                    |
| 2016 |                                     | A Sunday Horse              | Mrs. Walden              |                    |
| 2017 |                                     | Curvature                   | Florence                 |                    |
| 2019 | Terminátor: Sötét végzet            | Terminator: Dark Fate       | Sarah Connor             | Fehér Anna         |